# Видовец Петровски
Видовец Петровски (хрв. Vidovec Petrovski) је насељено место у саставу града Крапина, Крапинско-загорска жупанија, Хрватска.

## Историја
До територијалне реорганизације у Хрватској био је у саставу старе општине Крапина.

## Становништво
У попису становништва из 2011. године, Видовец Петровски је имао 101 становника.
| Број становника према пописима | Број становника према пописима | Број становника према пописима | Број становника према пописима | Број становника према пописима | Број становника према пописима | Број становника према пописима | Број становника према пописима | Број становника према пописима | Број становника према пописима | Број становника према пописима | Број становника према пописима | Број становника према пописима | Број становника према пописима | Број становника према пописима | Број становника према пописима |
| ------------------------------ | ------------------------------ | ------------------------------ | ------------------------------ | ------------------------------ | ------------------------------ | ------------------------------ | ------------------------------ | ------------------------------ | ------------------------------ | ------------------------------ | ------------------------------ | ------------------------------ | ------------------------------ | ------------------------------ | ------------------------------ |
| 1857                           | 1869                           | 1880                           | 1890                           | 1900                           | 1910                           | 1921                           | 1931                           | 1948                           | 1953                           | 1961                           | 1971                           | 1981                           | 1991                           | 2001                           | 2011                           |
| 325                            | 393                            | 407                            | 421                            | 481                            | 538                            | 538                            | 214                            | 242                            | 226                            | 202                            | 181                            | 148                            | 126                            | 118                            | 101                            |

Напомена: Садржи податке за некадашње насеље Видовец од 1857. до 1921.